# ガリシア州
ガリシア州（ガリシアしゅう、Galicia、あるいはGaliza）は、スペインの自治州の1つである。スペイン北西に位置し、南はポルトガル、東はアストゥリアス州とカスティーリャ・イ・レオン州に接し、北と西は1490キロメートルの海岸で大西洋とカンタブリア海に面する。州都はサンティアゴ・デ・コンポステーラ。自治州政府はシュンタ・デ・ガリシア（Xunta de Galicia）。

## 地理
ガリシアはおよそ北緯41度から北緯44度の間に位置する。年間を通して穏やかな気候で、最寒月でも摂氏8度以下になることは少ない。1年を通じて雨が降り、年間降水量も豊富である。しかし、内陸部に入ると気候も気温・降水量も違ってくる。また、入り江の多い複雑な海岸線で知られており、海面上昇で形成されるリアス式海岸の語源となったのがこの地域で、「リアス」とはガリシア語あるいはカスティーリャ語（スペイン語）での入り江（リア）の複数形である。この地形のために漁業が盛んであり、特にポンテベドラ県沿岸部のリアス・バイシャスでは養殖漁業が盛んである。また、観光客には美しい風景が魅力となっている。地層は多様であるが、変成岩と花崗岩が主である。なお、この花崗岩はサンティアゴ・デ・コンポステーラなどで舗装材などとして用いられた。
主なリア：
- リア・デ・フェロル
- リア・デ・ベタンソス
- リア・デ・コルーニャ
- リア・デ・ムーロス・エ・ノイア
- リア・デ・アロウサ
- リア・デ・ポンテベドラ
- リア・デ・ビーゴ

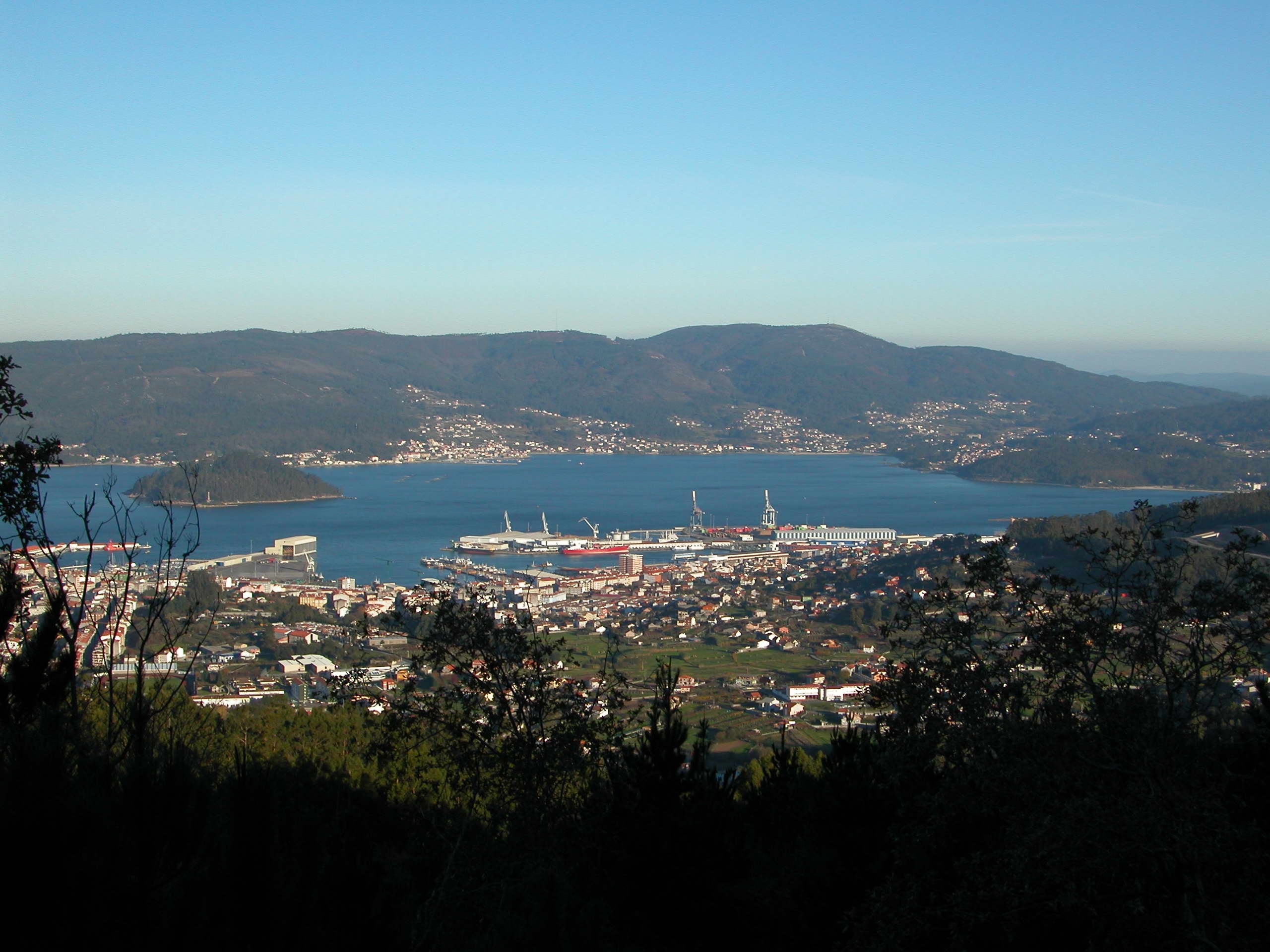
リア・デ・ポンテベドラ

スペイン内陸とは異なり、海洋性の気候のために手付かずの緑の森が残されている。その森は、大西洋性気候の場所ではオーク、ブナを中心とする大西洋型森林、地中海性気候の場所ではコルク樫やコナラを中心とする森、松やユーカリなど最近植林された樹木などの林の3種類に分けられる。
州の内陸部はなだらかな山地で比較的標高が高く、東に行くほど標高が高く北部にテーラ・チャ高原がある。大きな川はないが無数の小さな川が横切っている。山地は険しくないが、内陸の人口は少なく、開発は遅れている。
主な川：

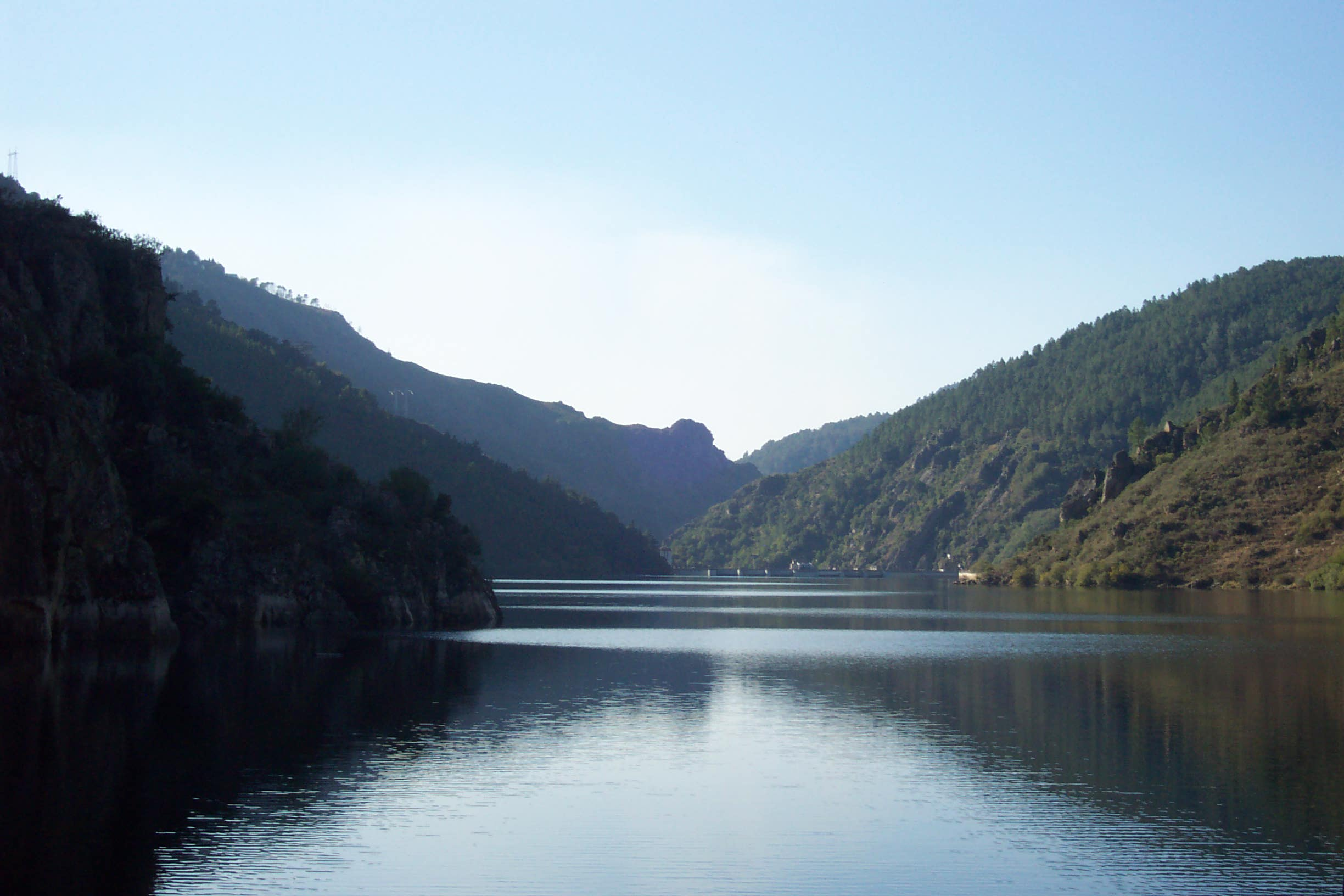
シル川

- ミーニョ川（州最大の河川でルーゴ県東部の山岳地帯を水源としている。）
- シル川
- ウジャ川
- タンブレ川
- サール川

自然の豊かなガリシアだが、近年は環境問題を抱えている。森林伐採が進み、製紙業のために導入されたユーカリが生態系のバランスを崩している。オオカミやシカなどの動物も減少傾向にある。2002年11月19日にはガリシア州近くの大西洋上で一重船殻構造のタンカーであるプレスティージ号が沈没して重油が流出し、ガリシア州の沿岸は大量の重油によって汚染され、付近に住む海鳥などに大きな被害が出た上、水産業にも打撃を受けた。

### ガリシアの地名
ガリシア地方の居住形態は、一部の都市部の中心地域を外れれば、多くの集落が分散しているため、地名が多い。一説によると、スペインの地名の半数近くがガリシアのものであるともいわれる。したがって、出身を表す場合、コンセージョ（市町村に相当）以外に教区（パロキア）を示すことも普通であり、また、その教区内の集落（アルデア）にまで言及することも珍しくない。

## 歴史

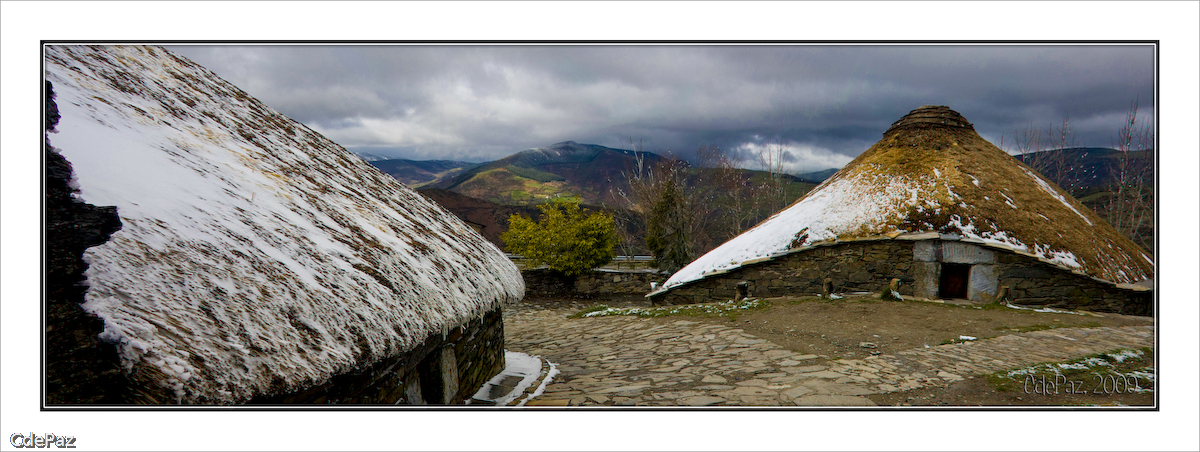
鉄器時代の家を発展させたガルシアの東にある:en:Palloza

トリアカステーラにある Eirós Cave からは、ネアンデルタール石器物や動物の遺骸が見つかっており、古くから人の居住があったことが判ってる。この海の沿岸周辺には新石器時代頃の巨石記念物が残されており、巨石文明があったことが示されている。
ガリシアの名は古代ローマの属州ガラエキア（現在のスペイン西部とポルトガル北部）から来ている。そのガラエキアの起源はギリシア語の「カライコイ」（Kallaikói、καλλαικoι、ヘロドトスが記述を残す）から来ており、古代にドウロ川（カスティーリャ語でドゥエロ川）以北に住んでいたケルト系の民族を指していた。この地域で話されているガリシア語は俗ラテン語（口語ラテン語）を起源とするロマンス諸語の一つであり、この地でのケルト語はすでに滅んでいる。キリスト教は、ローマ時代末期に様々なルートを辿ってガリシアへ伝来した。
5世紀から6世紀にかけては、スエビ王国（ガリシア王国）の中心地であったが、584年に西ゴート王レオヴィギルドに征服された。この時代に、ガリシア北部ブリトニア（es:Britonia）にブリトン人移民による司教座ができた。このブリトン人たちは、アングロ＝サクソン人のグレートブリテン島侵攻から逃れてやってきた人々である。8世紀にイスラム教徒に征服されたものの、実効支配は及ばないまま739年にアストゥリアス王国のアルフォンソ1世（ガリシア語ではアフォンソ1世、Afonso I）に奪い返された。以降レオン王国の一部となり、カスティーリャ王国に受け継がれた。1065年、フェルナンド1世の死後に領土が分割され、ガリシアは一時的に別の王国となったが、すぐにアルフォンソ6世に統合された。
9世紀から、サンティアゴ・デ・コンポステーラでサンティアゴの聖遺物が発見されサンティアゴ信仰が盛んになり、レコンキスタ運動の中でのキリスト教徒の象徴となった。中世以後、サンティアゴ・デ・コンポステーラへは巡礼路を巡ってヨーロッパ中からキリスト教徒が巡礼するようになった。人々の往来は、この地方へのロマネスク美術の伝播、吟遊詩人の詩や音楽が伝えられるなど、文化的な交流をもたらした。9世紀から10世紀にかけて、沿岸部をヴァイキングやノルマン人が荒らしまわり、現在もカトイラ（ポンテベドラ県）には防衛用の塔が残る。
13世紀、アルフォンソ10世はカスティーリャ語を国家の言語と定め、宮廷や政治の場で使用させたが、文学の言語としてはガリシア語を使用した。カスティーリャ優位の中央集権体制が進むにつれ、ガリシア語は徐々に衰退していった。おおまかに16世紀から18世紀半ばまでの時期は、ガリシア語のセクロス・エスクーロス（Séculos Escuros、暗黒時代）と呼ばれ、ガリシア語が書き言葉として使われる伝統は途絶えてしまったが、口語として途絶えることはなかった。
1833年それまであった7県（ラ・コルーニャ、サンティアーゴ、ベタンソス、モンドニェード、ルーゴ、オレンセ、トゥイ）が現行の4県に再編され、現在にいたっている。19世紀にガリシア民族主義、連邦主義が勃興する。しかし1846年、自由主義者の将軍ミゲル・ソリスが起こしたクーデターは、ラモン・マリア・ナルバエス政権によって弾圧された。替わって盛り上がりを見せたのは社会的・文化的手段としてのガリシア語復興運動（レシュルディメント）であった。作家ロサリーア・デ・カストロ、マヌエル・ムルギア、エドゥアルド・ポンダルらがその代表者である。
20世紀の独裁者フランシスコ・フランコはガリシア地方フェロルの出身であったが、フランコ時代にはガリシアの自治は廃止され、公でのガリシア語の使用は禁止された。1978年のスペイン新憲法によって自治州制度が導入され、1980年12月20日ガリシア自治憲章が住民投票によって可決成立、ガリシア自治州が創設された。

## 人口
| ガリシア州の人口推移 1900－2010                         |
|                                                         |
| 出典:INE（スペイン国立統計局）1900年 - 1991年、1996年 - |

## 政治
1975年フランコ独裁政治が終わり、民主化（トランシション・エスパニューラ）の波がガリシアにも訪れた。しかし、他州と違い1977年の総選挙では、中道右派の民主中道連合 (UCD) が勝利し、自治州政府設立とガリシア自治州憲章の作成にあたった。1979年の総選挙でも UCD が圧勝した。
1980年に自治州憲章案が住民投票で承認され、1981年の第1回州議会選挙で右派の国民同盟（AP、後期フランコ政権の閣僚が多く所属していた）が勝利した。第2党はUCDであった。。その後自治州議会により、「言語正常化法」「ガリシアの旗」「ガリシアの日」などが制定された。自治州は、いくつかの分野で自由裁量が認められている。
ガリシアは伝統的に独立自営農民が多く、保守的な土地柄である。そのため独自の言語（ガリシア語）を持った地域だが、バスクやカタルーニャのように保守的な民族主義政党が育たず、もっぱら民族主義政党は左派が中心で、結果的に民族主義政党の力は両州に比べ強くなく、保守的な国民党の地盤となっている。1990年から15年にわたって、フランコ政権末期の閣僚で、国民同盟（のちの国民党）を創設したマヌエル・フラガ・イリバルネが州首相を勤めた。
しかし、2005年の州選挙では州議会の議席数75の内、国民党の地域政党であるガリシア国民党（PPdeG）が37、社会労働党（PSOE）の地域政党であるガリシア社会主義者党（PSdeG）が25、民族主義政党連合であるガリシア民族主義ブロック（BNG）が13議席を獲得し、国民党は過半数を獲得できず、ガリシア社会党（社会労働党）とガリシア民族主義ブロックの連立政権が誕生、州首相にはガリシア社会党からエミリオ・ペレス・トウリーニョ（Emilio Pérez Touriño）が、副首相にはガリシア民族主義ブロックからアンショ・キンターナ（Anxo Quintana）が選出された。2009年3月1日の州選挙ではガリシア国民党は過半数の38議席を獲得、PSdeGとBNGはそれぞれ25議席、12議席にとどまり、与党の座を国民党に明け渡すこととなった。ガリシア国民党の党首アルベルテ・ヌーニェス・フェイホー（Alberte Núñez Feijóo）が州首相に選出された。

### 政党
- 主要政党
  - エン・マレーア - 2015年の総選挙のために設立された選挙連合。下記のAnova、EUの他、同年の自治体選挙で躍進した選挙連合のマレーア・アトランティカ、コンポステーラ・アベルタ、フェロル・エン・コムンほか、全国政党のポデーモスによって構成。
    - アノーバ＝イルマンダーデ・ナショナリスタ（Anova） - ガリシア民族主義を掲げる政党。
    - エスケルダ・ウニーダ（EU、全国政党統一左翼のガリシア州の連合政党、中核政党はガリシア共産党）。

  - アルテルナティーバ・ガレーガ・デ・エスケルダ（AGE） - AnovaとEUによって2012年の州選挙のために設立された選挙連合。
  - ガリシア国民党（PPdeG） - 国民党の支部政党。
  - ガリシア社会主義者党（PSdeG） - スペイン社会労働党の支部政党。
  - ガリシア民族主義ブロック（BNG） - ガリシア民族主義政党。
- その他の政党
  - ガリサ人民戦線（FPG）
  - ガリシア主義党（Partido Galeguista）
  - ガリシアの大地（Tega）
  - ノス＝ウニダーデ・ポプラール（Nós-UP）

元首相で国民党の党首であるマリアーノ・ラホイ・ブレイはガリシア出身である。

### 選挙結果
| 選挙   | PPdeG   | PPdeG | PPdeG | PSdeG-PSOE | PSdeG-PSOE | PSdeG-PSOE | AGE （EU-Anova） | AGE （EU-Anova） | AGE （EU-Anova） | BNG     | BNG   | BNG  | 備考 |
| 選挙   | 得票    | ％    | 議席  | 得票       | ％         | 議席       | 得票             | ％               | 議席             | 得票    | ％    | 議席 | 備考 |
| ------ | ------- | ----- | ----- | ---------- | ---------- | ---------- | ---------------- | ---------------- | ---------------- | ------- | ----- | ---- | --- |
| 1981年 | 301,039 | 30.52 | 26    | 193,456    | 19.62      | 16         | －               | －               | －               | －      | －    | －   | 第2党はUCDで、得票274,191票、割合27.80％、24議席。第4勢力のBNPG-PSGは3議席を獲得、これらが後にBNGの母体となった。 |
| 1985年 | 516,218 | 41.17 | 34    | 361,946    | 28.86      | 22         | －               | －               | －               | 53,972  | 4.23  | 1    | 第3党はCG で11議席、第4党はPSG-EG で3議席獲得。                                                                   |
| 1989年 | 583,579 | 44.20 | 38    | 433,256    | 32.81      | 28         | －               | －               | －               | 105,703 | 8.01  | 5    | 第4党はPSG-EG、第5党はCGで、それぞれ2議席獲得。                                                                   |
| 1993年 | 763,839 | 52.62 | 43    | 346,831    | 23.89      | 19         | －               | －               | －               | 269,233 | 18.55 | 13   | |
| 1997年 | 832,751 | 52.88 | 42    | 310,508    | 19.72      | 15         | －               | －               | －               | 395,435 | 25.11 | 18   | BNGが初めて第2党になった。                                                                                        |
| 2001年 | 791,885 | 52.51 | 41    | 334,819    | 22.20      | 17         | －               | －               | －               | 346,423 | 22.97 | 17   | |
| 2005年 | 756,562 | 45.81 | 37    | 555,603    | 33.64      | 25         | －               | －               | －               | 311,954 | 18.89 | 13   | PSdeG、BNGの連立政権誕生。                                                                                        |
| 2009年 | 789,427 | 47.47 | 38    | 524,488    | 31.54      | 25         | －               | －               | －               | 270,712 | 16.28 | 12   | PPdeGが政権に復帰。                                                                                               |
| 2012年 | 653,934 | 45.72 | 41    | 293,671    | 20.53      | 18         | 200,101          | 13.99            | 9                | 145,389 | 10.16 | 7    | 選挙直前に結成されたAGEが躍進、第3党になった。PSdeG-PSOEとBNGは議席を減らした。                                   |

出典：1981年－2009年はArgos（Subdirección de Análisis y Políticas Públicas de la Presidencia de la Generalitat）。2012年はXunta de Galicia。

### 歴代州首相
| 代 | 氏名                                 | 期間                          | 政党 | 備考                       |
| -- | ------------------------------------ | ----------------------------- | ---- | -------------------------- |
| 1  | アントーニオ・ロソン・ペレス         | 1977年 - 1979年               | UCD  | 自治州創設前ガリシア州首相 |
| 2  | ショセ・キローガ・スアーレス         | 1979年 - 1981年               | UCD  | 自治州創設前ガリシア州首相 |
| 3  | シェラルド・フェルナンデス・アルボル | 1982年1月22日 - 1987年9月26日 | AP   | 初代ガリシア自治州首相     |
| 4  | フェルナンド・ゴンサーレス・ラシェ   | 1987年9月26日 - 1990年2月05日 | PSOE | 第2代ガリシア自治州首相    |
| 5  | マヌエル・フラガ・イリバルネ         | 1990年2月05日 - 2005年8月02日 | PP   | 第3代ガリシア自治州首相    |
| 6  | エミリオ・ペレス・トウリーニョ       | 2005年8月02日 - 2009年4月16日 | PSOE | 第4代ガリシア自治州首相    |
| 7  | アルベルト・ヌーニェス・フェイホー   | 2009年4月16日 -               | PP   | 第5代ガリシア自治州首相    |

## ガリシア人の帰属意識とナショナリズム

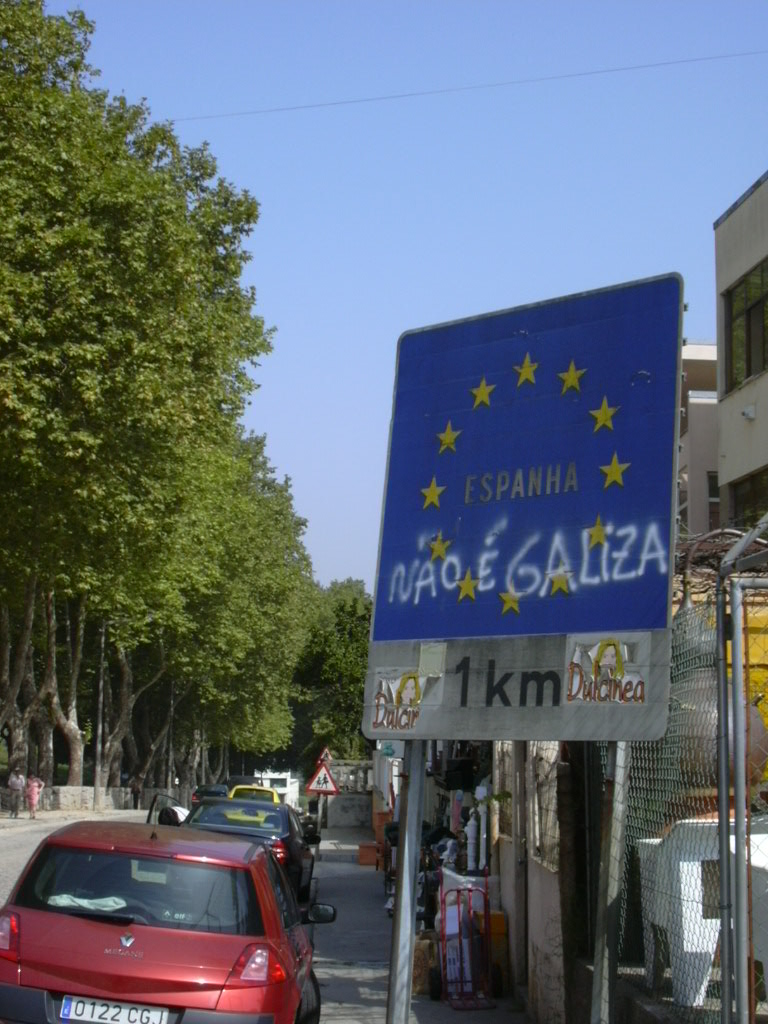
「Espanha」と書かれた看板に「não é Galiza」と落書きされている。2つを続けて読むと「Espanha não é Galiza」（『ガリシアはスペインではない!』）になる。

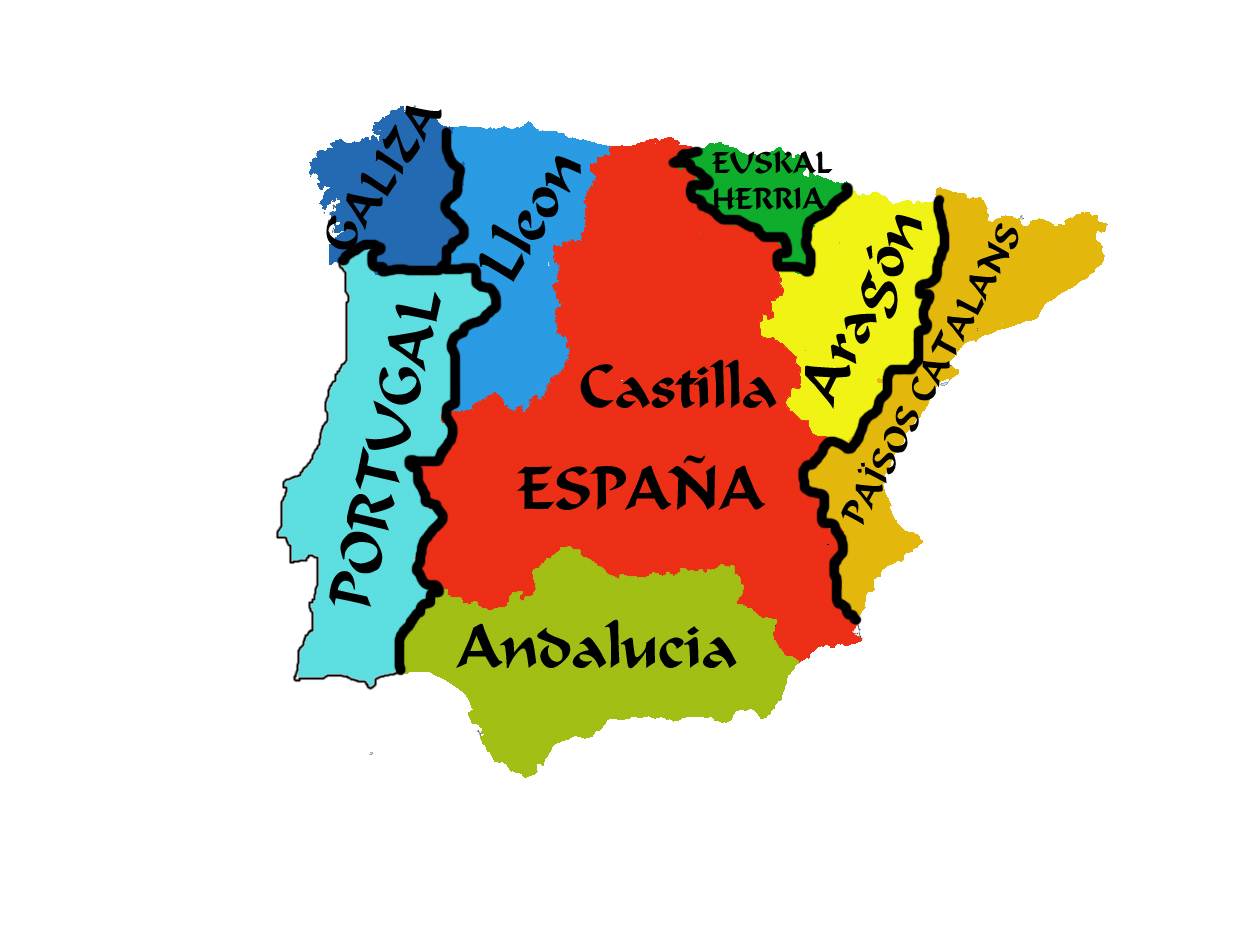
分離主義者が主張するイベリア半島の民族分布。この論に立つ場合、スペイン人は諸民族の大部分を統合する概念となる。

- ガリシア人
- ガリシア主義
- ガリシア・ナショナリズム

## 県と都市

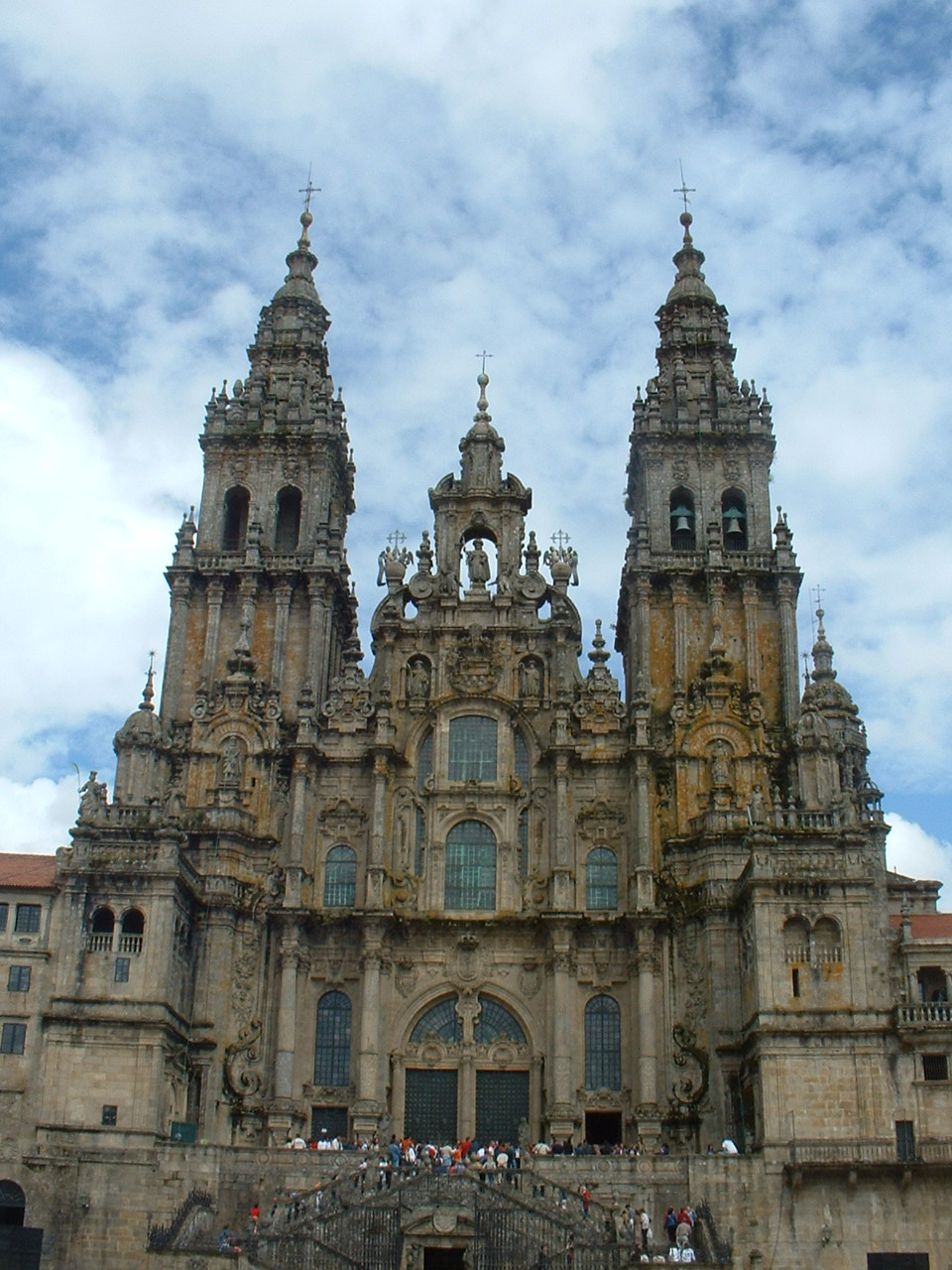
サンティアゴ・デ・コンポステーラの大聖堂

歴史的にはガリシアには7つの県（ベタンソス、ラ・コルーニャ、ルーゴ、モンドニェード、オウレンセ、サンティアゴ、トゥイ）が置かれていたが、現在は4つの県によって構成され、53のコマルカ（自治州と自治体の中間の単位）、314の自治体、3778の教区に分けられる。（2010年1月1日現在 出典:IGE（ガリシア統計局））
| 県               | 県都           | 面積 (km2) | 人口 （人） | 人口密度 （人/km2） | 自治体数 |
| ---------------- | -------------- | ---------- | ----------- | ------------------- | -------- |
| ア・コルーニャ県 | ア・コルーニャ | 7,950.4    | 1,146,458   | 144.2               | 93       |
| ルーゴ県         | ルーゴ         | 9,856.1    | 353,504     | 35.9                | 67       |
| オウレンセ県     | オウレンセ     | 7,273.4    | 335,219     | 46.1                | 92       |
| ポンテベドラ県   | ポンテベドラ   | 4,494.5    | 962,472     | 214.1               | 62       |
| 計               |                | 29,574.4   | 2,797,653   | 94.6                | 314      |

### 主な自治体 （2010年）
ガリシア州の首都は、サンティアゴ・デ・コンポステーラに置かれている。人口が上位の自治体は次のとおり。港湾都市ビーゴが最大である。
| 順位 | 自治体                           | 県               | 人口    |
| ---- | -------------------------------- | ---------------- | ------- |
| 1    | ビーゴ                           | ポンテベドラ県   | 299,088 |
| 2    | ア・コルーニャ                   | ア・コルーニャ県 | 246,047 |
| 3    | オウレンセ                       | オウレンセ県     | 108,673 |
| 4    | ルーゴ                           | ルーゴ県         | 97,635  |
| 5    | サンティアゴ・デ・コンポステーラ | ア・コルーニャ県 | 94,824  |
| 6    | ポンテベドラ                     | ポンテベドラ県   | 81,891  |
| 7    | フェロル                         | ア・コルーニャ県 | 73,638  |
| 8    | ナロン                           | ア・コルーニャ県 | 38,285  |
| 9    | ビラガルシーア・デ・アロウサ     | ポンテベドラ県   | 37.926  |
| 10   | オレイロス                       | ア・コルーニャ県 | 33,550  |

以下人口規模11位から20位までもア・コルーニャ県の自治体が6、ポンテベドラ県の自治体が4で、沿岸部と内陸部での人口格差が、年々拡大している。また、上位7位までを7都市 (sete cidades) と呼ぶ。
首都サンティアゴ（サンティアゴ・デ・コンポステーラ空港）、ビーゴ（ビーゴ空港）、ア・コルーニャ（ア・コルーニャ空港）には空港があり、スペインの主要都市のほか近隣諸国からの発着便もある。また、2012年にはア・コルーニャ＝オウレンセ間で高速鉄道AVEが開通した。

## 経済・産業

### 金融
- ノバ・カイシャ・ガリシア（Nova Caixa Galicia） - 2010年11月29日カイシャ・ガリシア（Caixa Galicia）とカイシャノバ（Caixanova）の合併によって誕生。現在、スペイン全体で貯蓄銀行（Caja）の再編がおこなわれており、ガリシア州では北部が地盤のカイシャ・ガリシアと南部に強いカイシャノバの合併が議論されてきた。ア・コルーニャとビーゴを中心とする南北の歴史的な対抗意識等で、一時はかなり難航し、他地域の貯蓄銀行との合併も模索されたが、現在の経済状況や、また州政府、スペイン銀行などによる合併推進策によって、最終的にガリシア州を地盤とする金融機関として統合されることになり、ノバ・カイシャ・ガリシアが誕生した。現在の金融再編政策によって、2011年9月1日には一般の銀行に転換することが決定、新行名はNCG銀行（NCG Banco）[11]。
- ガリシア銀行（Banco Gallego）
- パストール銀行（Banco Pastor） - スペインで2番目に古い銀行。
- エチェベリーア銀行（Banco Etcheverría） - スペインで最も古い銀行。

### 漁業・食品
- ペスカ・ノバ（Pescanova）
- カルボ（Calvo）

### ファッション
- インディテックス - ザラ（ガリシア語ではサラ）を世界的に展開。本社はア・コルーニャ近郊のアルテイショにある。
- アドルフォ・ドミンゲス - オウレンセ出身のデザイナー、でそのブランド
- ロベルト・ベリーノ - ベリン出身のデザイナー、でそのブランド

### 重工業
- ナバンティア

スペインの代表的な電力会社ウニオン・フェノーサ（Union Fenosa）の前身会社のひとつ、フェノーサ（FENOSA、Fuerzas Eléctricas del Noroeste S.A）はア・コルーニャで設立された。

## 言語
ガリシア州では主にガリシア人によってガリシア語が話されており、カスティーリャ語（スペイン語）とともに公用語となっている。初等教育ではガリシア語とカスティーリャ語の両方が教えられる他、ガリシア語で高等教育を受けることも可能である。
ガリシア語はカスティーリャ語、ポルトガル語、イタリア語、フランス語などと同様俗ラテン語から変化したロマンス語のひとつである。特にポルトガル語とは近い関係にあり、中世以降にポルトガルが独立して地域が政治的に分かれる以前は一つの言語共同体（ガリシア・ポルトガル語）を形成していた。ポルトガル独立以降、ガリシア語とポルトガル語は別々の道を歩み、主に発音や語彙の面での相違が生じたため、現在は異なる2言語であるとされている。特に政治的に分かれる以前に言語的一体性を有していたドウロ川以北のポルトガル語とは音韻的にも共通点が多く、この地域のポルトガル語話者とガリシア語話者は意思の疎通に特に問題ないといわれる。
民主化後の教育により、ほぼ現在すべての住民がガリシア語を理解できるといわれるが、日常的にガリシア語を使用している話者人口は減少し続けているのが現状である。特に、沿岸地域のア・コルーニャ、フェロル、ポンテベドラ、ビーゴなどの都市の市街地では、ほとんど聞かれない。逆に、内陸部のサンティアゴ、ルーゴ、オウレンセでは日常的に聞かれる。2010年、日常的にガリシア語のみを使用する、あるいはおもにガリシア語を使用する人口が50％を割ったことが報告された。

## 教育
現在サンティアゴ・デ・コンポステーラ、ア・コルーニャ、ビーゴには大学があり、およそ10万人の学生が学んでいる。教育はガリシア語およびカスティーリャ語で行われている。
サンティアゴ・デ・コンポステーラ大学 (Universidade de Santiago de Compostela)1990年にア・コルーニャとビーゴに大学ができるまでは唯一の大学で、ガリシアで最も歴史のある大学。キャンパスはサンティアゴ市内、旧市街を挟んで南と北の2か所と、ルーゴにもある。
ア・コルーニャ大学 (Universidade da Coruña)1990年創立。キャンパスは市内に数か所と、フェロルにある。
ビーゴ大学 (Universidade de Vigo)1990年創立。キャンパスは、市内に2か所、港湾地区と市郊外の大学都市、そしてポンテベドラとオウレンセにある。

## 文化

### 食文化

#### ワイン
ガリシア地方のワインの原産地
- D.O. リアス・バイシャス - ポンテベドラ県。アルバリーニョ種の白ワインが有名。
- D.O. リベイロ（D.O. Ribeiro ） - オウレンセ県西部。白ワイン、赤ワイン。トレイシャドゥーラ種（白）他。
- D.O. バルデオーラス（D.O. Valdeorras） - オウレンセ県東部。メンシーア種の赤ワインが大半。ゴデージョ種の白ワインも。
- D.O. リベイラ・サクラ（D.O. Ribeira Sacra） - ルーゴ県南部とオウレンセ県北部。メンシーア種の赤ワインが主。
- D.O. モンテレイ（D.O. Monterrei） - オウレンセ県南部。ゴデージョ種の白ワインが大半。メンシーア種の赤ワインも。

#### その他のアルコール他
- アウガルデンテ（蒸留酒）
- ケイマーダ
- 地ビール - エストレージャ・ガリシア、ガラエキア
- ガリ・コーラ（Gali-cola） - 清涼飲料水

#### 料理
魚介類を使った料理が有名。
- タコのガリシア風
- パドロンのトウガラシ（Pementos de Padrón）
- ガリシア風スープ（Caldo galego）
- エンパナーダ（Empanada）- パン生地の中にタラやツナ、肉、野菜などの具をつめて焼いたもの。一口大から菓子パンぐらいのサイズのものはエンパナディージャと呼ばれる。
- ソルサ（Zorza）
- ショウバ（Xouba）
- ラコン（Lacón）
- チーズ（Queixo）

#### デザート
- タルタ・デ・サンティアゴ - アーモンドを使用したカステラ風のお菓子。

### 文学
- アフォンソ10世 - カンティーガス・デ・サンタ・マリーアを編纂
- マルティン・コダックス - 中世のトロバドール
- ロサリア・デ・カストロ - レシュルディメント（ガリシア語復興運動）の中心人物の一人、代表作は『ガリシアの歌』、『フォジャス・ノバス』。ユーロ導入前のペセタ時代には500ペセタ札のデザインに、その肖像画が使われた。サンティアゴ・デ・コンポステーラのサン・ドミンゴ・デ・ボナバル教会のパンテオンに葬られている。
- クーロス・エンリケス - 作家。
- エドゥアルド・ポンダル - 詩人、ガリシア地域主義者。
- マヌエル・ムルギア - 歴史家、作家。
- アルフォンソ・カステラオ - 作家、画家、政治家。ガリシア民族主義を語る上で最も重要な人物の一人。雑誌『Nós』世代の一人。スペイン第二共和国時代には、ガリシア主義党の中心人物の一人として、活動、1936年のガリシア自治憲章起草者の一人でもある。スペイン内戦後のフランコ時代には、ガリシア移民の多い、アルゼンチンに事実上、亡命。またスペイン共和国亡命政府メンバーの一人でもあった。1950年ブエノスアイレスで死去。サンティアゴ・デ・コンポステーラのサン・ドミンゴ・デ・ボナバル教会のパンテオンに葬られている。代表作は『ウン・オージョ・デ・ビドロ』、『レトリンコス』、『コウサス』、『センプレ・エン・ガリサ』。
- オテーロ・ペドラーヨ - 作家。雑誌『Nós』世代の一人。
- ビセンテ・リスコ - 作家。雑誌『Nós』世代の一人。
- セルソ・エミリオ・フェレイロ - 作家、政治家。
- アルバロ・クンケイロ - 小説家、詩人、劇作家、ジャーナリスト。1968年ナダル賞を受賞。
- ショセ・ルイス・メンデス・フェリン - 作家、政治家。2010年、レアル・アカデミア・ガレーガ（ガリシア・アカデミー）総裁に就任。現代ガリシア文学の重鎮といえる。
- アルフレード・コンデ - 作家、政治家。1991年ナダル賞を受賞。
- スソ・デ・トーロ - 作家。現代ガリシア文学を代表する一人。
- マヌエル・リバス - 作家、ジャーナリスト。現代ガリシア文学を代表する一人。その作品は映画化もされており、また外国語にも翻訳されており、現代ガリシア作家で、国外でもっとも知られているといえるであろう。2010年レアル・アカデミア・ガレーガメンバーに選出。近年は文学以外の分野ではManuel O'Rivasという名で発表することが多い

### 音楽
- フーシャン・オス・ベントス（ガリシア語版） - 70年代に活躍した伝説的民族音楽グループ。現在は解散して、メンバーはそれぞれ職業を持つが、時折復活コンサートを行っている。
- ルアル・ナ・ルブレ - 民族音楽グループ。
- ミジャドイロ - 民族音楽グループ。
- カルロス・ヌーニェス - ガイタ演奏家。
- スサーナ・セイバーネ - ガイタ演奏家。

### 祝祭日
- ガリシア文学の日（Día das Letras Galegas）- 5月17日、1963年ロサリア・デ・カストロの代表作『ガリシアの歌』出版100周年を記念して制定された。
- ガリシア民族の日（Día da Patria Galega）- 7月25日、前夜の24日には首都サンティアゴ・デ・コンポステーラでは大花火大会が催される。
- エントロイド（Entroido）- いわゆるカーニバルのこと。オウレンセ県地域が盛ん。特にベリン、シンソ・デ・リミア、ラサが有名。
- 聖週間 -ガリシアではあまり盛大ではないが、その中ではフェロルやビベイロのものが有名。
- サン・ショアン - 夏の到来を祝う火祭り。この日は多くの町でショウバの塩焼きがふるまわれ、広場などでは薪が燃やされ、その火を飛び越すと厄を落とすことができるとされる。ア・コルーニャが有名。

また、地域ごと、街ごとに守護聖人の祝日がある。また春から、秋にかけては多くの地域でその地域の特産にちなんだ祭りがおこなわれる。

### 伝統文化
- アパルパドール（Apalpador）- クリスマスシーズンに子供たちにプレゼントを与えるとされる、ガリシアでのサンタクロースに相当するような人物像。アパルパドールはもともとは、ガリシアの一部地域、コウレル地方などでの伝統であった。ガリシア地方も、カトリックの伝統で、子供たちへのプレゼントは、いわゆるクリスマスのサンタクロースではなく、1月6日の東方の三博士（Reis Magos）の故事にならっていたが、近年のグローバリゼーションの影響で、クリスマスのサンタクロースの存在がますます大きくなってきている。この動きに対して、自分たちの固有の文化を見直そうとする運動が起き、その一つとして、近年アパルパドールを取り上げることが多くなっている。

## スポーツ
他の州同様、ガリシアで最も盛んなスポーツはサッカーである。
おもなクラブはア・コルーニャのデポルティーボ・ラ・コルーニャとビーゴのセルタ・デ・ビーゴ。セルタは現在リーガ・エスパニョーラのプリメーラ・ディビション（1部）に属している。
他にはセグンダ・ディビションBグループIにセルタB（セルタの2軍）、SDコンポステーラ、デポルティーボB（デポルティーボの2軍）、CDルーゴ、ポンテベドラCF、ラシン・デ・フェロル。
また、近年はバスケットボールも人気のあるスポーツとなっている。代表的なチームはオブラドイロ（Obradoiro）とルーゴのCBブレオガンである。
自転車レースチーム（UCIプロコンチネンタルチーム）のシャコベオ・ガリシアは、ガリシア自治体がスポンサーとなっている。

## 通信とメディア

### 新聞
他地方同様、地方紙の発行が盛んである。ガリシアの代表的な新聞はラ・ボス・デ・ガリシア (La Voz de Galicia) で、現在多くの地域版を発行し、ガリシア地方で最も多くの読者を獲得している。他にもエル・コレオ・ガジェーゴ（El Correo Gallego、サンティアゴ）、ファロ・デ・ビーゴ（Faro de Vigo、ビーゴ）、アトランティコ・ディアリオ（Atlántico Diario、ビーゴ）、ラ・レヒオン（La Región、オウレンセ）、エル・プログレソ（ルーゴ）などの地域紙が多数存在する。現在、エル・コレオ・ガジェーゴ紙は全国紙エル・ムンド紙と提携し、共同販売を行っている。2008年12月9日に全ガリシア地方を対象とした新しい日刊紙ショルナル・デ・ガリシア (Xornal de Galicia) が創刊された。これらの新聞は基本的にカスティーリャ語であるが、一部の記事はガリシア語で書かれている。
また、1994年1月6日にエル・コレオ・ガジェーゴ紙から唯一のガリシア語日刊紙オ・コレオ・ガレーゴ（エル・コレオ・ガジェーゴとは内容はかなり異なっていた）が発刊された。オ・コレオ・ガレーゴ紙は2003年5月17日紙名をガリシア・オッシェ（Galicia Hoxe、サンティアゴ）に変更、唯一のガリシア語日刊紙として発行されていたが、2011年5月28日号を最後に休刊された。同紙によると現在の経済不況と州政府の反ガリシア語的言語政策の影響を受けてのことだという。
フリーペーパーの発行が近年盛んで、ガリシア語によるもの（デ・ルンス・ア・ベンレス De luns a venres）もある。
また、全国紙はエル・パイス、エル・ムンドなどが街のスタンドで買うことができる。エル・パイス紙はガリシア地方版を発行している。
週刊のものとしてはア・ノサ・テーラがある。

### テレビ
他地方同様、全国放送として国営TVEが1、2チャンネル、民間放送としてAntena 3、Tele5、また近年開局したCuatroとLa sextaを見ることができる。その他に公営TVとしてTVG（ガリシア・テレビ）がガリシア語放送を行っている。
また近年の傾向として、地域放送があり、エル・コレオ・ガジェーゴ紙系列のコレオTVなどがある。
2010年1月から3月にかけてアナログ放送が終了、順次地上波デジタル放送に切り替わっている。このデジタル化に先駆けて2009年ガリシア・テレビの第2チャンネルTVG2（デジタル放送のみ）の放送が開始された。2010年5月末にガリシア州全域を対象とした、初の民間テレビ局V Televisión（ウベ・テレビション）が放送を開始した。V Televisiónはラ・ボス・デ・ガリシア系列で、これで同新聞はラジオ、テレビを持つマスコミグループとなった。

### ラジオ
ガリシア地方のラジオとしては公営のガリシア・ラジオ (Radio Galega) の他に、民間放送でラ・ボス・デ・ガリシア紙系列で州内を放送エリアとしているラジオ・ボス (RadioVoz) や、ラジオ・オブラドイロなど多数のローカルラジオ局がある。

### 出版
ガリシアでの出版文化の中心はビーゴで、多数の出版社がある。ガリシア語による代表的な出版社は、エディトリアル・ガラクシア (Editorial Galaxia) とエディションス・シェライス・デ・ガリシア (Edicións Xerais de Galicia) でともにビーゴにあり、辞書、教科書、各種参考書、専門書、ガリシア文学、外国の古今の文学作品の翻訳など、多くの分野にわたり出版がなされている。2007年、別の出版社から日本の作品が初めて翻訳され、それに続き2008年7月にも2作品目が出版された。
ガリシア語の雑誌の出版も近年増えている。

## 観光地と世界遺産

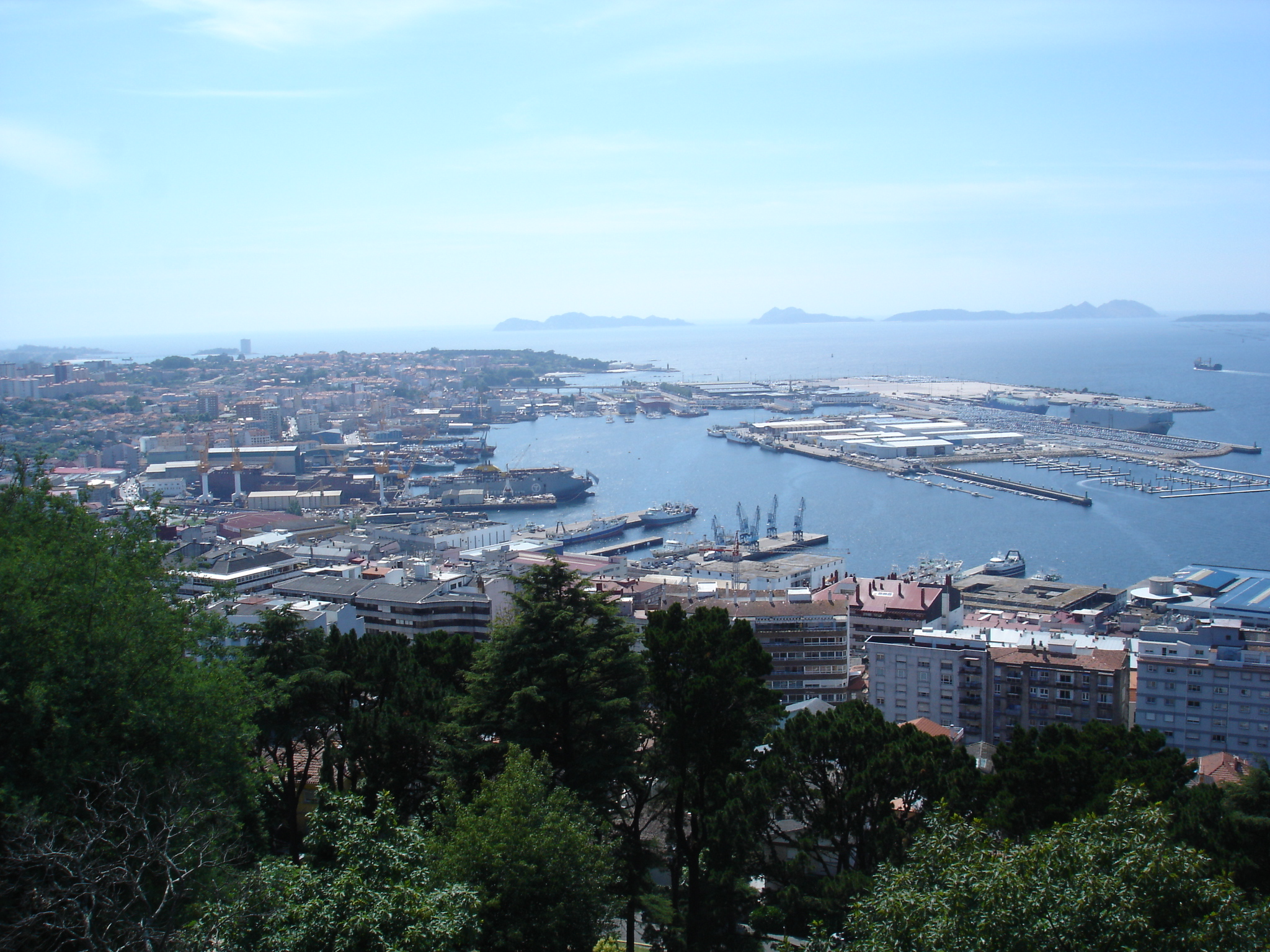
港町ビーゴ

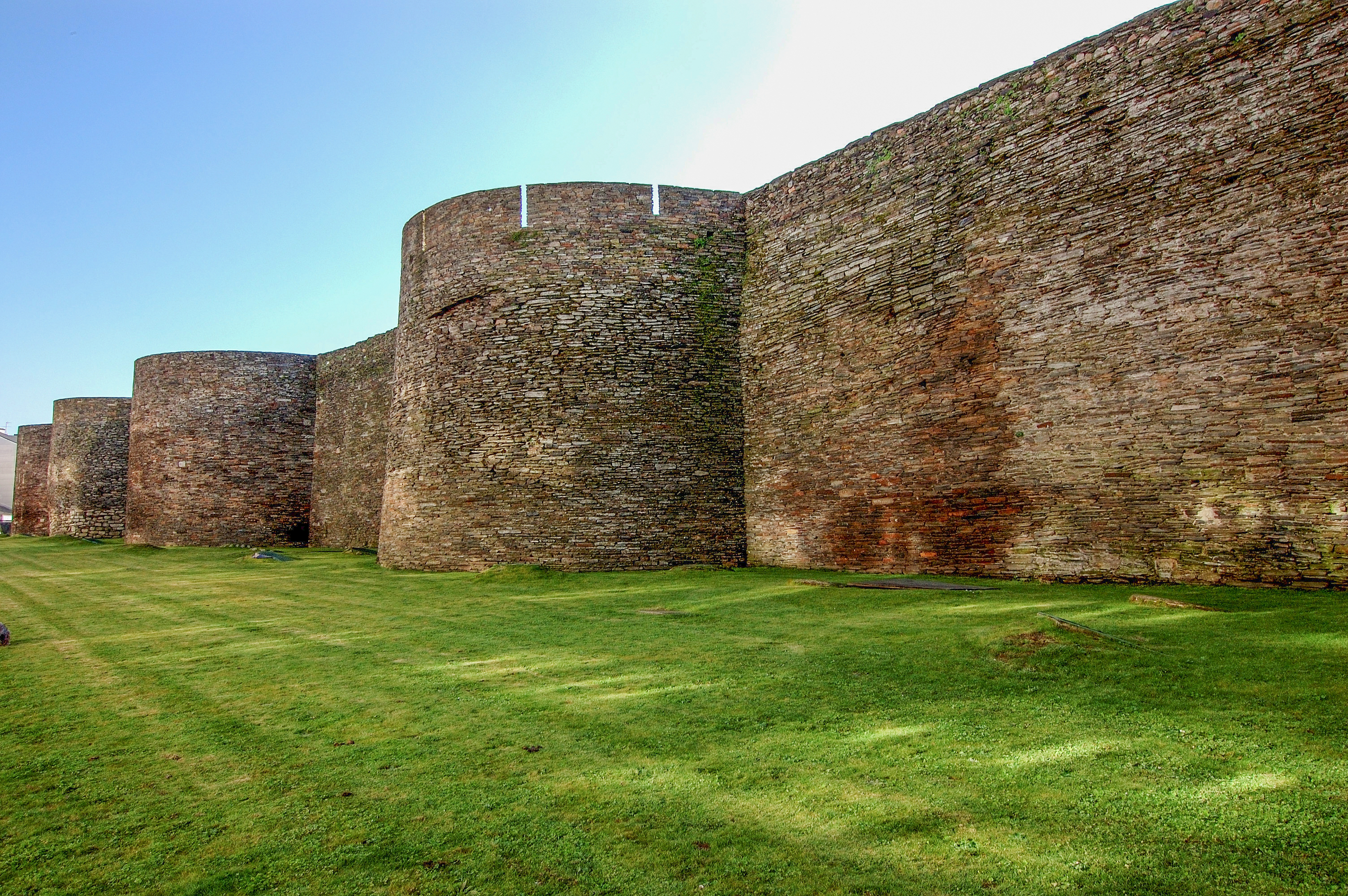
ルーゴの市壁

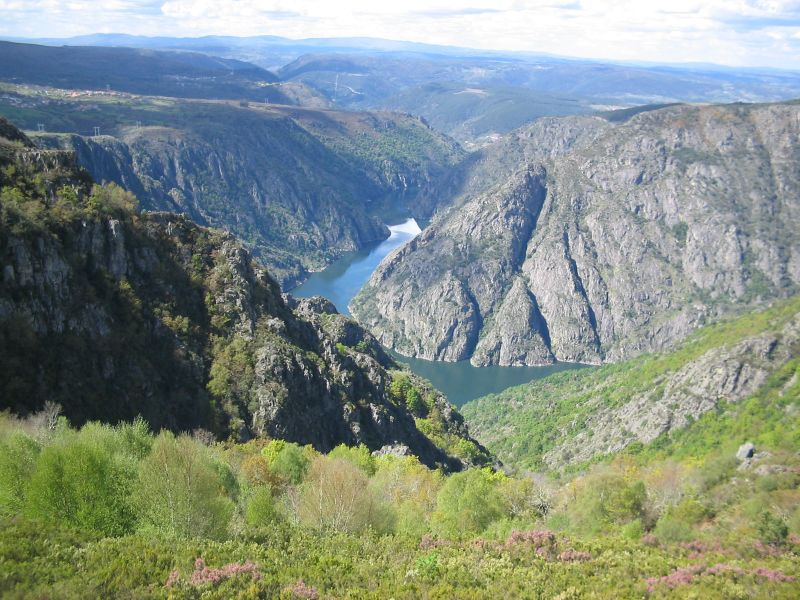
リベイラ・サクラ

サンティアゴ・デ・コンポステーラは、サンティアゴ・デ・コンポステーラの巡礼路の終点である。聖ヤコブの遺体があるとされ、ローマ、エルサレムに次ぐカトリックの聖地となっている。サンティアゴ・デ・コンポステーラの巡礼路は日本の世界遺産の熊野古道と姉妹提携している。そのほかに観光地には、港町ビーゴやア・コルーニャがある。
ガリシア州でユネスコの世界遺産に登録されている物件には、巡礼路（1993年）のほかに「サンティアゴ・デ・コンポステーラ旧市街（1985年）」と「ルーゴのローマ城壁」（2000年）と、2009年に、唯一現存する古代ローマ時代の灯台としてア・コルーニャのヘラクレスの塔が世界遺産に登録された。

### その他の観光地
- リアス・アルタス
  - ベタンソス
- リアス・バイシャス
  - サンシェンショ - ガリシアのリゾート観光の中心
  - カンバードス
  - ムーロス
  - ノイア
  - バイヨーナ
- コスタ・ダ・モルテ（gl）
  - フィステーラ
  - ムシーア
- マリーニャ・ルゲサ（gl）
  - リバデオ
    - プライア・ダス・カテドライス（gl）
- リベイラ・サクラ（gl）

## ガリシア出身の著名人
- マルティン・コダックス - 吟遊詩人
- ラモン・マリア・デル・バリェ＝インクラン（es）- 作家
- ロサリア・デ・カストロ（gl）- 作家
- エミリア・パルド・バサン（es）- 作家
- アルフォンソ・カステラオ（gl）- 作家、政治家、画家
- マヌエル・リバス（gl）- 作家
- スソ・デ・トーロ（gl）- 作家
- ショセ・ルイス・メンデス・フェリン（gl）- 作家
- カミーロ・ホセ・セラ - 作家
- ラモン・メネンデス・ピダル（es）- 文献学者
- ミジャドイロ（gl）- 民族音楽グループ
- カルロス・ヌーニェス（gl）- ガイタ演奏家
- ルス・カサル- 歌手
- マリアーノ・グルエイロ - 映画監督
- フランシスコ・フランコ - 軍人、独裁者
- マヌエル・フラガ・イリバルネ - 政治家
- オスカル・ペレイロ - 自転車選手
- エセキエル・モスケーラ - 自転車選手
- ルイス・スアレス - サッカー選手
- ミチェル・サルガド - サッカー選手
- ラモン・サンペドロ - 作家、尊厳死活動家。映画『海を飛ぶ夢』のモデル
- マリアーノ・ラホイ・ブレイ - 政治家、スペイン首相、国民党党首
- パブロ・イグレシアス（es）- 政治家、スペイン社会労働党（PSOE）並びにスペイン労働総同盟（UGT、ガリシア語ではUXT）創設者
- ルイス・トサール（es） - 俳優、現在スペインを代表する俳優の一人
- ルシーア・ペレス - 歌手、ユーロビジョン2011スペイン代表。